# 禁厭
禁厭（まじない、きんえん）とは、日本在来の呪術のことである。神道では、大国主神と少彦名神を禁厭の祖神としている。
『日本書紀』では、鳥獣や昆虫の害を払うためにそれ除去する呪いを（両神が）定めた旨の記述があり、農耕に関わる禁厭であった事が分かる。
江戸時代の国学者である伴信友が著した『方術考説』には
とあり、その物実を「マジモノ」というとある。